# ROH世界タッグチーム王座
ROH世界タッグチーム王座（ROH World Tag Team Championship）は、ROHが管理、認定している王座。

## 歴代王者
| 歴代              | タッグチーム                                                                               | 戴冠回数 | 獲得日付       | 獲得場所                               |
| ----------------- | ------------------------------------------------------------------------------------------ | -------- | -------------- | -------------------------------------- |
| 初代              | クリストファー・ダニエルズ & ドノバン・モーガン                                            | 1        | 2002年9月21日  | ペンシルベニア州フィラデルフィア       |
| 第2代             | AJスタイルズ & アメージング・レッド                                                        | 1        | 2003年3月15日  | マサチューセッツ州ケンブリッジ         |
| 2003年8月返上     |                                                                                            |          |                |                                        |
| 第3代             | バックシート・ボーイズ （トレント・アシッド & ジョニー・カジミア）                         | 1        | 2003年9月20日  | ペンシルベニア州フィラデルフィア       |
| 第4代             | スペシャルK （ディキシー & イジー）                                                        | 1        | 2003年10月16日 | メリーランド州グレンバーニー           |
| 第5代             | ブリスコ・ブラザーズ （ジェイ・ブリスコ & マーク・ブリスコ）                               | 1        | 2003年11月1日  | ニュージャージー州エリザベス           |
| 第6代             | セカンド・シティ・セインツ （CMパンク & コルト・カバナ）                                   | 1        | 2004年4月24日  | イリノイ州シカゴリッジ                 |
| 第7代             | ダン・マフ & BJホイットマー                                                                | 1        | 2004年5月15日  | マサチューセッツ州レキシントン         |
| 第8代             | ブリスコ・ブラザーズ （ジェイ・ブリスコ & マーク・ブリスコ）                               | 2        | 2004年5月15日  | マサチューセッツ州レキシントン         |
| 第9代             | セカンド・シティ・セインツ （CMパンク & コルト・カバナ）                                   | 2        | 2004年5月15日  | マサチューセッツ州レキシントン         |
| 第10代            | ハバナ・ピットブルズ （リッキー・レジェス & ロッキー・ロメロ）                             | 1        | 2004年8月7日   | ペンシルベニア州フィラデルフィア       |
| 第11代            | ダン・マフ & BJホイットマー                                                                | 2        | 2005年2月19日  | ニュージャージー州エリザベス           |
| 2005年3月剥奪     |                                                                                            |          |                |                                        |
| 第12代            | BJホイットマー & ジミー・ジェイコブス                                                      | 1        | 2005年4月2日   | ニュージャージー州アズベリーパーク     |
| 第13代            | ザ・カーネイジ・クルー （ロック & デヴィート）                                             | 1        | 2005年7月9日   | ニューヨーク州ニューヨーク             |
| 第14代            | BJホイットマー & ジミー・ジェイコブス                                                      | 2        | 2005年7月23日  | ペンシルベニア州フィラデルフィア       |
| 第15代            | トニー・ママルーク & サル・リナウーロ                                                      | 1        | 2005年10月1日  | ニューヨーク州ニューヨーク             |
| 最16代            | オースチン・エイリース & ロドリック・ストロング                                            | 1        | 2005年12月17日 | ニュージャージー州エジソン             |
| 第17代            | クリス・ヒーロー & クラウディオ・カスタニョーリ                                            | 1        | 2006年9月16日  | ニューヨーク州ニューヨーク             |
| 最18代            | クリストファー・ダニエルズ & マット・サイダル                                              | 1        | 2006年11月25日 | ニュージャージー州エジソン             |
| 第19代            | ブリスコ・ブラザーズ （ジェイ・ブリスコ & マーク・ブリスコ）                               | 3        | 2007年2月24日  | イリノイ州シカゴ                       |
| 第20代            | 土井成樹 & シンゴ                                                                          | 1        | 2007年3月3日   | イギリス・マージーサイド州リヴァプール |
| 第21代            | ブリスコ・ブラザーズ （ジェイ・ブリスコ & マーク・ブリスコ）                               | 4        | 2007年3月30日  | ミシガン州デトロイト                   |
| 第22代            | ジミー・ジェイコブス & タイラー・ブラック                                                  | 1        | 2007年12月30日 | ニューヨーク州ニューヨーク             |
| 第23代            | ノー・リモーズ・コープス （ロッキー・ロメロ & デイビー・リチャーズ）                       | 1        | 2008年1月26日  | イリノイ州シカゴリッジ                 |
| 第24代            | ブリスコ・ブラザーズ （ジェイ・ブリスコ & マーク・ブリスコ）                               | 5        | 2008年4月12日  | ニュージャージー州エジソン             |
| 2008年4月12日返上 |                                                                                            |          |                |                                        |
| 第25代            | ジミー・ジェイコブス & タイラー・ブラック                                                  | 2        | 2008年6月6日   | コネチカット州ハートフォード           |
| 第26代            | エル・ジェネリコ & ケビン・スティーン                                                      | 1        | 2008年9月19日  | マサチューセッツ州ボストン             |
| 第27代            | アメリカン・ウルブズ （エディー・エドワーズ & デイビー・リチャーズ）                       | 1        | 2009年4月10日  | ペンシルベニア州フィラデルフィア       |
| 第28代            | ブリスコ・ブラザーズ （ジェイ・ブリスコ & マーク・ブリスコ）                               | 6        | 2009年12月19日 | ニューヨーク州マンハッタン             |
| 第29代            | クリス・ヒーロー & クラウディオ・カスタニョーリ                                            | 2        | 2010年4月3日   | ノースカロライナ州シャーロット         |
| 第30代            | ザ・ワールド・グレイテスト・タッグチーム （チャーリー・ハース & シェルトン・ベンジャミン） | 1        | 2011年4月1日   | ジョージア州アトランタ                 |
| 第31代            | ブリスコ・ブラザーズ （ジェイ・ブリスコ & マーク・ブリスコ）                               | 7        | 2011年12月23日 | ニューヨーク州マンハッタン             |
| 第32代            | ザ・ワールド・グレイテスト・タッグチーム （チャーリー・ハース & シェルトン・ベンジャミン） | 2        | 2012年5月12日  | カナダ・オンタリオ州トロント           |
| 第33代            | オールナイト・エクスプレス （ケニー・キング & レット・タイタス）                           | 1        | 2012年6月24日  | ニューヨーク州ニューヨーク             |
| 2012年7月10日剥奪 |                                                                                            |          |                |                                        |
| 第34代            | S.C.U.M （スティーブ・コリノ & ジミー・ジェイコブス）                                      | 1        | 2012年9月15日  | イリノイ州シカゴリッジ                 |
| 第35代            | ブリスコ・ブラザーズ （ジェイ・ブリスコ & マーク・ブリスコ）                               | 8        | 2012年12月16日 | ニューヨーク州ニューヨーク             |
| 第36代            | レッドラゴン （ボビー・フィッシュ & カイル・オライリー）                                   | 1        | 2013年3月2日   | イリノイ州シカゴリッジ                 |
| 第37代            | フォーエバー・フーリガンズ （ロッキー・ロメロ & アレックス・コズロフ）                     | 1        | 2013年7月28日  | ロードアイランド州プロビデンス         |
| 第38代            | アメリカン・ウルブズ （デイビー・リチャーズ & エディ・エドワーズ）                         | 2        | 2013年8月5日   | カナダ・オンタリオ州トロント           |
| 第39代            | レッドラゴン （ボビー・フィッシュ & カイル・オライリー）                                   | 2        | 2013年8月17日  | ニューヨーク州ニューヨーク             |
| 第40代            | ヤング・バックス （マット・ジャクソン & ニック・ジャクソン）                               | 1        | 2014年3月8日   | イリノイ州シカゴリッジ                 |
| 第41代            | レッドラゴン （ボビー・フィッシュ & カイル・オライリー）                                   | 3        | 2014年5月17日  | ニューヨーク州ニューヨーク             |
| 第42代            | バッド・インフルエンス （クリストファー・ダニエルズ & フランキー・カザリアン）             | 1        | 2015年4月4日   | テキサス州サンアントニオ               |
| 第43代            | OGK （マイケル・ベネット & マット・ターバン）                                              | 1        | 2015年9月18日  | テキサス州サンアントニオ               |
| 第44代            | ウォー・マシン （ハンソン & レイモンド・ロウ）                                             | 1        | 2015年12月18日 | ペンシルベニア州フィラデルフィア       |
| 第45代            | バッド・インフルエンス （クリストファー・ダニエルズ & フランキー・カザリアン）             | 2        | 2016年5月9日   | ミシガン州ディアボーン                 |
| 第46代            | ヤング・バックス （マット・ジャクソン & ニック・ジャクソン）                               | 2        | 2016年9月30日  | マサチューセッツ州ローウェル           |
| 第47代            | ザ・ハーディーズ （マット・ハーディー & ジェフ・ハーディー）                               | 1        | 2017年3月4日   | ニューヨーク州ニューヨーク             |
| 第48代            | ヤング・バックス （マット・ジャクソン & ニック・ジャクソン）                               | 3        | 2017年4月1日   | フロリダ州レイクランド                 |
| 第49代            | モーターシティ・マシンガンズ （クリス・セイビン & アレックス・シェリー）                   | 3        | 2017年9月22日  | ネバダ州ラスベガス                     |
| 第50代            | ブリスコ・ブラザーズ （ジェイ・ブリスコ & マーク・ブリスコ）                               | 9        | 2018年3月9日   | ネバダ州ラスベガス                     |
| 第51代            | フランキー・カザリアン & スコーピオ・スカイ                                                | 1        | 2018年10月14日 | ペンシルベニア州フィラデルフィア       |
| 第52代            | ブリスコ・ブラザーズ （ジェイ・ブリスコ & マーク・ブリスコ）                               | 10       | 2018年12月14日 | ニューヨーク州ニューヨーク             |
| 第53代            | PCO & ブロディ・キング                                                                     | 1        | 2019年3月15日  | ネバダ州サンライズマナー               |
| 第54代            | ゲリラズ・オブ・デスティニー （タマ・トンガ & タンガ・ロア）                               | 1        | 2019年4月6日   | ニューヨーク州ニューヨーク             |
| 第55代            | ブリスコ・ブラザーズ （ジェイ・ブリスコ & マーク・ブリスコ）                               | 11       | 2019年7月20日  | ニューヨーク州ニューヨーク             |
| 第56代            | ジェイ・リーサル & ジョナサン・グレシャム                                                  | 1        | 2019年12月13日 | メリーランド州ボルチモア               |
| 第57代            | ケニー・キング & ドラゴン・リー（2代目）                                                   | 1        | 2021年2月26日  | メリーランド州ボルチモア               |
| 第58代            | レット・タイタス & トレイシー・ウィリアムス                                                | 1        | 2021年3月26日  | メリーランド州ボルチモア               |
| 第59代            | ヴァイオレンス・アンリミテッド （ホミサイド & クリス・ディッキンソン）                     | 1        | 2021年7月11日  | メリーランド州ボルチモア               |
| 第60代            | ケニー・キング & ドラゴン・リー（2代目）                                                   | 2        | 2021年7月13日  | メリーランド州ボルチモア               |
| 第61代            | OGK （マイケル・ベネット & マット・ターバン）                                              | 2        | 2021年11月14日 | メリーランド州ボルチモア               |
| 第62代            | ブリスコ・ブラザーズ （ジェイ・ブリスコ & マーク・ブリスコ）                               | 12       | 2021年12月11日 | メリーランド州ボルチモア               |
| 第63代            | FTR （キャッシュ・ウィーラー & ダックス・ハーウッド）                                      | 1        | 2022年4月1日   | テキサス州ガーランド                   |
| 第64代            | ブリスコ・ブラザーズ （ジェイ・ブリスコ & マーク・ブリスコ）                               | 13       | 2022年12月10日 | テキサス州アーリントン                 |
| 2023年3月31日返上 |                                                                                            |          |                |                                        |
| 第65代            | ルチャ・ブラザーズ （ペンタゴン・ジュニア & フェニックス）                                 | 1        | 2023年3月31日  | カリフォルニア州ロサンゼルス           |
| 第66代            | オージー・オープン （マーク・デイビス & カイル・フレッチャー）                             | 1        | 2023年7月21日  | ニュージャージー州トレントン           |
| 第67代            | アダム・コール & MJF                                                                       | 1        | 2023年8月27日  | イングランド・ロンドン                 |
| 第68代            | OGK （マイケル・ベネット & マット・ターバン）                                              | 3        | 2023年12月27日 | フロリダ州オーランド                   |
| 第69代            | ダスティン・ローデス & サミー・ゲバラ                                                      | 1        | 2024年8月17日  | テキサス州アーリントン                 |